# Huaying
Huaying (华蓥市 ; pinyin : Huāyíng) est une ville de la province du Sichuan en Chine. C'est une ville-district placée sous la juridiction administrative de la ville-préfecture de Guang'an.

## Démographie
La population du district était de 344 766 habitants en 1999.